# Euroatlantická rada partnerství

Mapa členů Euroatlantické rady partnerství

Euroatlantická rada partnerství (Euro-Atlantic Partnership Council, zkratka EAPC) představuje multilaterální fórum 50 národů pro dialog a poradenství v otázce politických a bezpečnostních témat mezi členskými a partnerskými státy organizace NATO v euro-atlantické oblast,i a platformu pro bilaterální vztahy mezi NATO a jednotlivými partnerskými státy, vytvořenými v rámci programu Partnerství pro mír.
Euroatlantická rada partnerství sjednocuje 32 členských států NATO a 18 partnerských států (např. Rakousko, Švýcarsko, 12 postsovětských republik).
Setkání EAPC se konají jednou měsíčně na úrovni velvyslanců a jednou ročně na úrovni zahraničních ministrů obrany, příležitostně jsou pořádány summity.